# Toto (Band)/Diskografie
Diese Diskografie ist eine Übersicht über die musikalischen Werke der kalifornischen Rockband Toto. Den Schallplattenauszeichnungen zufolge hat sie bisher mehr als 41,8 Millionen Tonträger verkauft, davon alleine in ihrer Heimat über 24 Millionen. Ihre erfolgreichste Veröffentlichung ist die Single Africa mit über 15,4  Millionen verkauften Einheiten.

## Alben

### Studioalben
| Jahr | Titel Musiklabel                   | Höchstplatzierung, Gesamtwochen, AuszeichnungChartplatzierungen (Jahr, Titel, Musiklabel, Platzierungen, Wochen, Auszeichnungen, Anmerkungen) | Höchstplatzierung, Gesamtwochen, AuszeichnungChartplatzierungen (Jahr, Titel, Musiklabel, Platzierungen, Wochen, Auszeichnungen, Anmerkungen) | Höchstplatzierung, Gesamtwochen, AuszeichnungChartplatzierungen (Jahr, Titel, Musiklabel, Platzierungen, Wochen, Auszeichnungen, Anmerkungen) | Höchstplatzierung, Gesamtwochen, AuszeichnungChartplatzierungen (Jahr, Titel, Musiklabel, Platzierungen, Wochen, Auszeichnungen, Anmerkungen) | Höchstplatzierung, Gesamtwochen, AuszeichnungChartplatzierungen (Jahr, Titel, Musiklabel, Platzierungen, Wochen, Auszeichnungen, Anmerkungen) | Anmerkungen                                                          |
| Jahr | Titel Musiklabel                   | DE | AT | CH | UK | US | Anmerkungen                                                          |
| ---- | ---------------------------------- | --- | --- | --- | --- | --- | -------------------------------------------------------------------- |
| 1978 | Toto Sony Music                    | DE8 Gold · (18 Wo.)DE | — | — | UK37 (5 Wo.)UK | US9 ×2Doppelplatin · (48 Wo.)US | Erstveröffentlichung: 10. Oktober 1978 Verkäufe: + 2.527.500         |
| 1979 | Hydra Sony Music                   | DE38 (23 Wo.)DE | — | — | — | US37 Gold · (29 Wo.)US | Erstveröffentlichung: 1. Oktober 1979 Verkäufe: + 600.000            |
| 1981 | Turn Back Sony Music               | DE39 (9 Wo.)DE | — | — | — | US41 (10 Wo.)US | Erstveröffentlichung: 1. Januar 1981                                 |
| 1982 | Toto IV Sony Music                 | DE12 Platin · (57 Wo.)DE | — | — | UK4 Gold · (30 Wo.)UK | US4 ×4Vierfachplatin · (81 Wo.)US | Erstveröffentlichung: 8. April 1982 Verkäufe: + 12.000.000           |
| 1984 | Isolation Sony Music               | DE15 (17 Wo.)DE | — | CH15 (6 Wo.)CH | UK67 (2 Wo.)UK | US42 Gold · (21 Wo.)US | Erstveröffentlichung: November 1984 Verkäufe: + 500.000              |
| 1986 | Fahrenheit Sony Music              | DE24 (11 Wo.)DE | AT26 (2 Wo.)AT | CH24 (5 Wo.)CH | UK99 (1 Wo.)UK | US50 Gold · (36 Wo.)US | Erstveröffentlichung: 25. August 1986 Verkäufe: + 500.000            |
| 1988 | The Seventh One Sony Music         | DE10 (21 Wo.)DE | AT9 (4 Wo.)AT | CH4 (11 Wo.)CH | UK73 (1 Wo.)UK | US64 (18 Wo.)US | Erstveröffentlichung: 8. Februar 1988 Verkäufe: + 400.000            |
| 1992 | Kingdom of Desire Sony Music       | DE18 (11 Wo.)DE | AT37 (2 Wo.)AT | CH5 (10 Wo.)CH | — | — | Erstveröffentlichung: 11. Mai 1992 Verkäufe: + 150.000               |
| 1995 | Tambu Sony Music                   | DE36 (7 Wo.)DE | AT40 (5 Wo.)AT | CH22 (8 Wo.)CH | — | — | Erstveröffentlichung: Mai 1995                                       |
| 1999 | Mindfields Sony Music              | DE14 (7 Wo.)DE | AT33 (4 Wo.)AT | CH10 (9 Wo.)CH | — | — | Erstveröffentlichung: 16. März 1999                                  |
| 2002 | Through the Looking Glass CMC      | DE22 (3 Wo.)DE | AT51 (2 Wo.)AT | CH14 (5 Wo.)CH | — | — | Erstveröffentlichung: 21. Oktober 2002                               |
| 2006 | Falling in Between Toto Recordings | DE13 (6 Wo.)DE | AT53 (4 Wo.)AT | CH12 (7 Wo.)CH | — | — | Erstveröffentlichung: 25. Januar 2006                                |
| 2015 | Toto XIV Frontiers Records         | DE4 (6 Wo.)DE | AT11 (5 Wo.)AT | CH3 (7 Wo.)CH | UK43 (1 Wo.)UK | US98 (1 Wo.)US | Erstveröffentlichung: 18. März 2015                                  |
| 2018 | Old Is New Sony Music              | — | — | CH69 (3 Wo.)CH | — | — | Erstveröffentlichung: 6. November 2018 Charteinstieg in CH erst 2020 |

grau schraffiert: keine Chartdaten aus diesem Jahr verfügbar

### Livealben
| Jahr | Titel Musiklabel                                      | Höchstplatzierung, Gesamtwochen, AuszeichnungChartplatzierungen (Jahr, Titel, Musiklabel, Platzierungen, Wochen, Auszeichnungen, Anmerkungen) | Höchstplatzierung, Gesamtwochen, AuszeichnungChartplatzierungen (Jahr, Titel, Musiklabel, Platzierungen, Wochen, Auszeichnungen, Anmerkungen) | Höchstplatzierung, Gesamtwochen, AuszeichnungChartplatzierungen (Jahr, Titel, Musiklabel, Platzierungen, Wochen, Auszeichnungen, Anmerkungen) | Höchstplatzierung, Gesamtwochen, AuszeichnungChartplatzierungen (Jahr, Titel, Musiklabel, Platzierungen, Wochen, Auszeichnungen, Anmerkungen) | Höchstplatzierung, Gesamtwochen, AuszeichnungChartplatzierungen (Jahr, Titel, Musiklabel, Platzierungen, Wochen, Auszeichnungen, Anmerkungen) | Anmerkungen                              |
| Jahr | Titel Musiklabel                                      | DE | AT | CH | UK | US | Anmerkungen                              |
| ---- | ----------------------------------------------------- | --- | --- | --- | --- | --- | ---------------------------------------- |
| 1993 | Absolutely Live Sony Music                            | DE76 (4 Wo.)DE | — | — | — | — | Erstveröffentlichung: 24. September 1993 |
| 1999 | Livefields Sony Music                                 | DE57 (3 Wo.)DE | — | — | — | — | Erstveröffentlichung: 27. September 1999 |
| 2003 | Live in Amsterdam Toto Recordings                     | DE50 (1 Wo.)DE | — | — | — | — | Erstveröffentlichung: 22. September 2003 |
| 2007 | Falling in Between Live Eagle Rock Entertainment      | DE49 (2 Wo.)DE | — | — | — | — | Erstveröffentlichung: 17. August 2007    |
| 2014 | 35th Anniversary Tour - Live in Poland Eagle Records  | DE6 (4 Wo.)DE | AT73 (1 Wo.)AT | CH55 (1 Wo.)CH | — | — | Erstveröffentlichung: 25. April 2014     |
| 2016 | Live At Montreux 1991 Eagle Records / Universal Music | DE66 (1 Wo.)DE | — | CH91 (1 Wo.)CH | — | — | Erstveröffentlichung: 16. September 2016 |
| 2018 | 40 Tours Around the Sun Eagle Records                 | DE9 (4 Wo.)DE | AT16 (1 Wo.)AT | CH18 (2 Wo.)CH | — | — | Erstveröffentlichung: 12. Oktober 2018   |
| 2021 | With a Little Help from My Friends The Players Club   | DE6 (3 Wo.)DE | AT16 (1 Wo.)AT | CH6 (1 Wo.)CH | — | — | Erstveröffentlichung: 25. Juni 2021      |

### Kompilationen
| Jahr | Titel Musiklabel                                        | Höchstplatzierung, Gesamtwochen, AuszeichnungChartplatzierungen (Jahr, Titel, Musiklabel, Platzierungen, Wochen, Auszeichnungen, Anmerkungen) | Höchstplatzierung, Gesamtwochen, AuszeichnungChartplatzierungen (Jahr, Titel, Musiklabel, Platzierungen, Wochen, Auszeichnungen, Anmerkungen) | Höchstplatzierung, Gesamtwochen, AuszeichnungChartplatzierungen (Jahr, Titel, Musiklabel, Platzierungen, Wochen, Auszeichnungen, Anmerkungen) | Höchstplatzierung, Gesamtwochen, AuszeichnungChartplatzierungen (Jahr, Titel, Musiklabel, Platzierungen, Wochen, Auszeichnungen, Anmerkungen) | Höchstplatzierung, Gesamtwochen, AuszeichnungChartplatzierungen (Jahr, Titel, Musiklabel, Platzierungen, Wochen, Auszeichnungen, Anmerkungen) | Anmerkungen                                                |
| Jahr | Titel Musiklabel                                        | DE | AT | CH | UK | US | Anmerkungen                                                |
| ---- | ------------------------------------------------------- | --- | --- | --- | --- | --- | ---------------------------------------------------------- |
| 1990 | Past to Present 1977–1990 CBS                           | DE13 Gold · (32 Wo.)DE | AT26 (5 Wo.)AT | CH8 Platin · (15 Wo.)CH | UK— SilberUK | US153 Platin · (4 Wo.)US | Erstveröffentlichung: 6. Mai 1990 Verkäufe: + 2.034.929    |
| 1995 | Best Ballads Columbia Records                           | DE31 (11 Wo.)DE | AT34 (2 Wo.)AT | CH32 (6 Wo.)CH | — | — | Erstveröffentlichung: 18. Januar 1995                      |
| 1996 | Greatest Hits Columbia Records                          | DE63 (6 Wo.)DE | AT49 (1 Wo.)AT | — | — | — | Erstveröffentlichung: 22. November 1996 Verkäufe: + 50.000 |
| 1998 | XX 1977–1997 Columbia Records                           | DE50 (3 Wo.)DE | — | — | — | — | Erstveröffentlichung: 25. Mai 1998                         |
| 2002 | The Very Best of Toto Sony Music                        | — | — | CH85 (2 Wo.)CH | — | — | Erstveröffentlichung: 14. Oktober 2002                     |
| 2007 | The Very Best of Toto & Foreigner Sony Music            | — | — | CH84 (2 Wo.)CH | — | — | Erstveröffentlichung: 17. August 2007 mit Foreigner        |
| 2018 | Greatest Hits: 40 Trips Around the Sun Columbia Records | DE8 (3 Wo.)DE | AT17 (2 Wo.)AT | CH8 (6 Wo.)CH | UK64 Silber · (1 Wo.)UK | US82 (1 Wo.)US | Erstveröffentlichung: 9. Februar 2018 Verkäufe: + 110.000  |

Weitere Kompilationen
- 1996: Legend – The Best of Toto (Verkäufe: + 230.854)
- 2000: Hold the Line – Best (nur in Deutschland)
- 2001: Super Hits
- 2000: Hold the Line – The Very Best of Toto (nur in Schweden)
- 2002: Greatest Hits …and More
- 2003: Love Songs
- 2003: Africa
- 2003: The Essential Toto (Verkäufe: + 20.000)
- 2004: The Best of Toto (nur in Schweden)
- 2004: Het Beste van Toto (nur in Belgien)
- 2004: The Hits of Toto (nur in den Niederlanden)
- 2005: Rosanna – The Very Best of Toto
- 2007: Hit Collection (UK: Silber)
- 2009: Playlist: The Very Best of Toto
- 2009: Africa – The Best of Toto
- 2009: Gold – Greatest Hits
- 2011: In the Blink of an Eye

### Soundtracks
| Jahr | Titel Musiklabel | Höchstplatzierung, Gesamtwochen, AuszeichnungChartplatzierungen (Jahr, Titel, Musiklabel, Platzierungen, Wochen, Auszeichnungen, Anmerkungen) | Höchstplatzierung, Gesamtwochen, AuszeichnungChartplatzierungen (Jahr, Titel, Musiklabel, Platzierungen, Wochen, Auszeichnungen, Anmerkungen) | Höchstplatzierung, Gesamtwochen, AuszeichnungChartplatzierungen (Jahr, Titel, Musiklabel, Platzierungen, Wochen, Auszeichnungen, Anmerkungen) | Höchstplatzierung, Gesamtwochen, AuszeichnungChartplatzierungen (Jahr, Titel, Musiklabel, Platzierungen, Wochen, Auszeichnungen, Anmerkungen) | Höchstplatzierung, Gesamtwochen, AuszeichnungChartplatzierungen (Jahr, Titel, Musiklabel, Platzierungen, Wochen, Auszeichnungen, Anmerkungen) | Anmerkungen                                                              |
| Jahr | Titel Musiklabel | DE | AT | CH | UK | US | Anmerkungen                                                              |
| ---- | ---------------- | --- | --- | --- | --- | --- | ------------------------------------------------------------------------ |
| 1984 | Dune Polydor     | — | — | — | — | US168 (8 Wo.)US | Erstveröffentlichung: Dezember 1984 Soundtrack zum Film Der Wüstenplanet |

## Singles
| Jahr | Titel Album                             | Höchstplatzierung, Gesamtwochen, AuszeichnungChartplatzierungen (Jahr, Titel, Album, Platzierungen, Wochen, Auszeichnungen, Anmerkungen) | Höchstplatzierung, Gesamtwochen, AuszeichnungChartplatzierungen (Jahr, Titel, Album, Platzierungen, Wochen, Auszeichnungen, Anmerkungen) | Höchstplatzierung, Gesamtwochen, AuszeichnungChartplatzierungen (Jahr, Titel, Album, Platzierungen, Wochen, Auszeichnungen, Anmerkungen) | Höchstplatzierung, Gesamtwochen, AuszeichnungChartplatzierungen (Jahr, Titel, Album, Platzierungen, Wochen, Auszeichnungen, Anmerkungen) | Höchstplatzierung, Gesamtwochen, AuszeichnungChartplatzierungen (Jahr, Titel, Album, Platzierungen, Wochen, Auszeichnungen, Anmerkungen) | Anmerkungen                                                |
| Jahr | Titel Album                             | DE | AT | CH | UK | US | Anmerkungen                                                |
| ---- | --------------------------------------- | --- | --- | --- | --- | --- | ---------------------------------------------------------- |
| 1978 | Hold the Line Toto                      | DE23 (11 Wo.)DE | — | — | UK14 Platin · (11 Wo.)UK | US5 ×3Dreifachplatin · (21 Wo.)US | Erstveröffentlichung: September 1978 Verkäufe: + 4.105.000 |
| 1979 | I’ll Supply the Love Toto               | — | — | — | — | US45 (9 Wo.)US | Erstveröffentlichung: Januar 1979                          |
| 1979 | Georgy Porgy Toto                       | — | — | — | — | US48 (10 Wo.)US | Erstveröffentlichung: 3. April 1979                        |
| 1979 | 99 Hydra                                | — | — | — | — | US26 (17 Wo.)US | Erstveröffentlichung: 3. Dezember 1979                     |
| 1982 | Rosanna Toto IV                         | DE24 (19 Wo.)DE | AT11 (10 Wo.)AT | CH3 (10 Wo.)CH | UK12 Gold · (9 Wo.)UK | US2 ×2Doppelplatin · (23 Wo.)US | Erstveröffentlichung: 31. März 1982 Verkäufe: + 2.560.000  |
| 1982 | Africa Toto IV                          | DE14 ×3Dreifachgold · (23 Wo.)DE | AT7 (10 Wo.)AT | CH6 (28 Wo.)CH | UK3 ×5Fünffachplatin · (12 Wo.)UK | US1 Diamant · (21 Wo.)US | Erstveröffentlichung: 25. Juni 1982 Verkäufe: + 15.580.000 |
| 1982 | Make Believe Toto IV                    | DE70 (1 Wo.)DE | — | — | — | US30 (13 Wo.)US | Erstveröffentlichung: Juli 1982                            |
| 1983 | I Won’t Hold You Back Toto IV           | — | — | — | UK37 (5 Wo.)UK | US10 (17 Wo.)US | Erstveröffentlichung: Februar 1983                         |
| 1983 | Waiting for Your Love Toto IV           | — | — | — | — | US73 (6 Wo.)US | Erstveröffentlichung: Juni 1983                            |
| 1984 | Stranger in Town Isolation              | — | — | — | UK100 (1 Wo.)UK | US30 (15 Wo.)US | Erstveröffentlichung: 27. Oktober 1984                     |
| 1985 | Holyanna Isolation                      | — | — | — | — | US71 (5 Wo.)US | Erstveröffentlichung: Januar 1985                          |
| 1986 | I’ll Be Over You Fahrenheit             | — | — | — | — | US11 Gold · (23 Wo.)US | Erstveröffentlichung: August 1986                          |
| 1986 | Without Your Love Fahrenheit            | — | — | — | — | US38 (11 Wo.)US | Erstveröffentlichung: Dezember 1986                        |
| 1988 | Pamela The Seventh One                  | — | — | — | — | US22 (19 Wo.)US | Erstveröffentlichung: 26. Februar 1988                     |
| 1988 | Stop Loving You The Seventh One         | — | — | — | UK96 (2 Wo.)UK | — | Erstveröffentlichung: März 1988                            |
| 1990 | Africa / Can You Hear What I’m Saying – | — | — | — | UK80 (2 Wo.)UK | — | Erstveröffentlichung: September 1990                       |
| 1992 | Don’t Chain My Heart Kingdom of Desire  | — | — | CH38 (1 Wo.)CH | — | — | Erstveröffentlichung: August 1992                          |
| 1995 | I Will Remember Tambu                   | DE82 (7 Wo.)DE | — | — | UK64 (2 Wo.)UK | — | Erstveröffentlichung: September 1995                       |
| 1998 | Goin’ Home XX 1977 – 1997               | DE99 (2 Wo.)DE | — | — | — | — | Erstveröffentlichung: Mai 1998                             |

Weitere Singles
| - 1979: Rockmaker - 1980: St. George and the Dragon - 1980: All Us Boys - 1981: Goodbye Elenore - 1981: If It’s the Last Night - 1981: Live for Today - 1983: Afraid of Love (nur Japan) - 1983: Lovers in the Night - 1985: How Does It Feel - 1987: Till the End - 1988: Straight for the Heart - 1988: Anna - 1988: Mushanga - 1989: Africa (Re-Release) - 1990: Love Has the Power - 1990: Out of Love - 1991: Can You Hear What I’m Saying? - 1992: Only You | - 1992: 2 Hearts - 1992: The Other Side - 1993: Africa (Live) - 1993: With a Little Help from My Friends (Live) - 1993: I’ll Be over You (Live) - 1995: The Turning Point - 1995: The Other End of Time - 1996: If You Belong to Me - 1996: Drag Him to the Roof - 1996: Just Can’t Get to You - 1999: Mad About You - 1999: Melanie - 1999: Cruel - 2002: Could You Be Loved - 2002: While My Guitar Gently Weeps - 2006: Bottom of Your Soul - 2018: Hash Pipe |

## Videoalben
| Jahr | Titel                                   | Höchstplatzierung, Gesamtwochen, AuszeichnungChartplatzierungen (Jahr, Titel, Platzierungen, Wochen, Auszeichnungen, Anmerkungen) | Höchstplatzierung, Gesamtwochen, AuszeichnungChartplatzierungen (Jahr, Titel, Platzierungen, Wochen, Auszeichnungen, Anmerkungen) | Höchstplatzierung, Gesamtwochen, AuszeichnungChartplatzierungen (Jahr, Titel, Platzierungen, Wochen, Auszeichnungen, Anmerkungen) | Höchstplatzierung, Gesamtwochen, AuszeichnungChartplatzierungen (Jahr, Titel, Platzierungen, Wochen, Auszeichnungen, Anmerkungen) | Höchstplatzierung, Gesamtwochen, AuszeichnungChartplatzierungen (Jahr, Titel, Platzierungen, Wochen, Auszeichnungen, Anmerkungen) | Anmerkungen                                            |
| Jahr | Titel                                   | DE | AT | CH | UK | US | Anmerkungen                                            |
| ---- | --------------------------------------- | --- | --- | --- | --- | --- | ------------------------------------------------------ |
| 2003 | Live in Amsterdam – 2003                | — | — | — | UK49 (1 Wo.)UK | — | Erstveröffentlichung: 2003 DVD, BD, Verkäufe: + 13.000 |
| 2008 | Falling in Between Live                 | — | — | CH5 (6 Wo.)CH | UK10 (1 Wo.)UK | — | Erstveröffentlichung: April 2008                       |
| 2014 | 35th Anniversary Tour: Live from Poland | — | — | CH1 (11 Wo.)CH | UK2 (5 Wo.)UK | — | Erstveröffentlichung: 25. April 2014                   |
| 2016 | Live At Montreux 1991                   | — | — | CH2 (3 Wo.)CH | UK6 (2 Wo.)UK | — | Erstveröffentlichung: 2016                             |
| 2019 | 40 Tours Around The Sun                 | — | — | CH4 (5 Wo.)CH | UK4 (10 Wo.)UK | — | Erstveröffentlichung: 22. März 2019                    |

Weitere Videoalben
- 2012: Greatest Hits Live … and More – 1990 (VHS, DVD, Verkäufe: + 10.000)

## Boxsets
| Jahr | Titel Musiklabel            | Höchstplatzierung, Gesamtwochen, AuszeichnungChartplatzierungen (Jahr, Titel, Musiklabel, Platzierungen, Wochen, Auszeichnungen, Anmerkungen) | Höchstplatzierung, Gesamtwochen, AuszeichnungChartplatzierungen (Jahr, Titel, Musiklabel, Platzierungen, Wochen, Auszeichnungen, Anmerkungen) | Höchstplatzierung, Gesamtwochen, AuszeichnungChartplatzierungen (Jahr, Titel, Musiklabel, Platzierungen, Wochen, Auszeichnungen, Anmerkungen) | Höchstplatzierung, Gesamtwochen, AuszeichnungChartplatzierungen (Jahr, Titel, Musiklabel, Platzierungen, Wochen, Auszeichnungen, Anmerkungen) | Höchstplatzierung, Gesamtwochen, AuszeichnungChartplatzierungen (Jahr, Titel, Musiklabel, Platzierungen, Wochen, Auszeichnungen, Anmerkungen) | Anmerkungen                        |
| Jahr | Titel Musiklabel            | DE | AT | CH | UK | US | Anmerkungen                        |
| ---- | --------------------------- | --- | --- | --- | --- | --- | ---------------------------------- |
| 2019 | All In 1978–2018 Sony Music | DE38 (1 Wo.)DE | — | — | — | — | Erstveröffentlichung: 24. Mai 2019 |

Weitere Boxsets
- 2008: The Collection

## Statistik

### Chartauswertung
|                     | DE     | AT     | CH     | UK    | US     |
| ------------------- | ------ | ------ | ------ | ----- | ------ |
| Nummer-eins-Alben   | DE—DE  | AT—AT  | CH—CH  | UK—UK | US—US  |
| Top-10-Alben        | DE7DE  | AT1AT  | CH7CH  | UK1UK | US2US  |
| Alben in den Charts | DE27DE | AT15AT | CH19CH | UK7UK | US11US |

|                       | DE    | AT    | CH    | UK    | US     |
| --------------------- | ----- | ----- | ----- | ----- | ------ |
| Nummer-eins-Singles   | DE—DE | AT—AT | CH—CH | UK—UK | US1US  |
| Top-10-Singles        | DE—DE | AT1AT | CH2CH | UK1UK | US4US  |
| Singles in den Charts | DE6DE | AT2AT | CH3CH | UK8UK | US14US |

|                          | DE    | AT    | CH    | UK    | US    |
| ------------------------ | ----- | ----- | ----- | ----- | ----- |
| Nummer-eins-Videoalben   | DE—DE | AT—AT | CH1CH | UK—UK | US—US |
| Top-10-Videoalben        | DE—DE | AT—AT | CH4CH | UK4UK | US—US |
| Videoalben in den Charts | DE—DE | AT—AT | CH4CH | UK5UK | US—US |

### Auszeichnungen für Musikverkäufe
| Goldene Schallplatte - Australien - 2018: für das Album Past to Present 1977–1990 - 2018: für die Single Rosanna - Dänemark - 2020: für das Album Toto IV - 2023: für die Single Rosanna - Finnland - 1995: für das Album Toto IV - 1996: für das Album Past to Present 1977–1990 - 1997: für das Album Legend - The Best of Toto - Frankreich - 1993: für das Album Kingdom of Desire - 1999: für das Videoalbum Toto Live - 2003: für das Videoalbum Greatest Hits Live - 2024: für das Album Greatest Hits: 40 Trips Around the Sun - Hongkong - 1984: für das Album Toto IV - Kanada - 1979: für die Single Hold the Line - 1983: für die Single Africa - 1983: für die Single Rosanna - 2007: für das Videoalbum Live in Amsterdam - Neuseeland - 2024: für das Album Toto - Norwegen - 2004: für das Album The Essential Toto - Schweden - 1992: für das Album Kingdom of Desire 2× Goldene Schallplatte - Frankreich - 1995: für das Album The Seventh One - 1998: für das Album Legend - The Best of Toto | Platin-Schallplatte - Argentinien - 2007: für das Videoalbum Live in Amsterdam - Australien - 2018: für das Album Toto - 2018: für die Single Hold the Line - Dänemark - 2023: für die Single Hold the Line - Frankreich - 1991: für das Album Past to Present 1977–1990 - 1995: für das Album Toto IV - Griechenland - 2024: für die Single Hold the Line - Italien - 2024: für die Single Hold the Line - Japan - 1996: für das Album Past to Present 1977–1990 - Kanada - 1979: für das Album Hydra - Neuseeland - 1983: für das Album Toto IV - 2020: für das Album Africa – The Best of Toto - 2021: für die Single Rosanna - Niederlande - 1988: für das Album The Seventh One - 1990: für das Album Toto IV - 1990: für das Album Past to Present 1977–1990 - Norwegen - 1997: für das Album Greatest Hits - Schweden - 1990: für das Album The Seventh One - Spanien - 2024: für die Single Hold the Line | 2× Platin-Schallplatte - Australien - 2018: für das Album Toto IV - Italien - 2021: für die Single Africa - Kanada - 1979: für das Album Toto - 1983: für das Album Toto IV - Spanien - 2024: für die Single Africa 3× Platin-Schallplatte - Dänemark - 2025: für die Single Africa - Neuseeland - 2024: für die Single Hold the Line 9× Platin-Schallplatte - Neuseeland - 2025: für die Single Africa 14× Platin-Schallplatte - Australien - 2024: für die Single Africa |

Anmerkung: Auszeichnungen in Ländern aus den Charttabellen bzw. Chartboxen sind in ebendiesen zu finden.
| Land/RegionAuszeichnungen für Musikverkäufe (Land/Region, Auszeichnungen, Verkäufe, Quellen) | Silber     | Gold       | Platin       | Diamant  | Verkäufe   | Quellen                                                    |
| -------------------------------------------------------------------------------------------- | ---------- | ---------- | ------------ | -------- | ---------- | ---------------------------------------------------------- |
| Argentinien (CAPIF)                                                                          | —          | —          | Platin1      | —        | 8.000      | capif.org.ar                                               |
| Australien (ARIA)                                                                            | —          | 2× Gold2   | 18× Platin18 | —        | 1.330.000  | aria.com.au                                                |
| Dänemark (IFPI)                                                                              | —          | 2× Gold2   | 4× Platin4   | —        | 415.000    | ifpi.dk                                                    |
| Deutschland (BVMI)                                                                           | —          | 3× Gold3   | 2× Platin2   | —        | 1.750.000  | musikindustrie.de                                          |
| Finnland (IFPI)                                                                              | —          | 3× Gold3   | —            | —        | 104.962    | ifpi.fi                                                    |
| Frankreich (SNEP)                                                                            | —          | 8× Gold8   | 2× Platin2   | —        | 1.170.000  | infodisc.fr snepmusique.com                                |
| Griechenland (IFPI)                                                                          | —          | —          | Platin1      | —        | 20.000     | Einzelnachweise                                            |
| Hongkong (IFPI/HKRIA)                                                                        | —          | Gold1      | —            | —        | 10.000     | ifpihk.org                                                 |
| Italien (FIMI)                                                                               | —          | —          | 3× Platin3   | —        | 220.000    | fimi.it                                                    |
| Japan (RIAJ)                                                                                 | —          | —          | Platin1      | —        | 200.000    | riaj.or.jp                                                 |
| Kanada (MC)                                                                                  | —          | 4× Gold4   | 5× Platin5   | —        | 680.000    | musiccanada.com                                            |
| Neuseeland (RMNZ)                                                                            | —          | Gold1      | 15× Platin15 | —        | 327.500    | radioscope.co.nz NZ2                                       |
| Niederlande (NVPI)                                                                           | —          | —          | 3× Platin3   | —        | 300.000    | nvpi.nl                                                    |
| Norwegen (IFPI)                                                                              | —          | Gold1      | Platin1      | —        | 70.000     | ifpi.no (Memento vom 5. November 2012 im Internet Archive) |
| Schweden (IFPI)                                                                              | —          | Gold1      | Platin1      | —        | 150.000    | sverigetopplistan.se                                       |
| Schweiz (IFPI)                                                                               | —          | —          | Platin1      | —        | 50.000     | hitparade.ch                                               |
| Spanien (Promusicae)                                                                         | —          | —          | 3× Platin3   | —        | 180.000    | elportaldemusica.es                                        |
| Vereinigte Staaten (RIAA)                                                                    | —          | 4× Gold4   | 12× Platin12 | Diamant1 | 24.000.000 | riaa.com                                                   |
| Vereinigtes Königreich (BPI)                                                                 | 3× Silber3 | 2× Gold2   | 6× Platin6   | —        | 4.280.000  | bpi.co.uk                                                  |
| Insgesamt                                                                                    | 3× Silber3 | 32× Gold32 | 79× Platin79 | Diamant1 |            |                                                            |